# Alosa tanaica
Alosa tanaica är en fiskart som först beskrevs av Grimm, 1901.  Alosa tanaica ingår i släktet Alosa och familjen sillfiskar. Inga underarter finns listade i Catalogue of Life. Artepitet i det vetenskapliga namnet syftar på det medeltida namnet av staden Azov som var Tana.
Alosa tanaica blir vanligen 13 till 16 cm lång och några exemplar når 20 cm längd. I motsats till andra arter av samma släkte har fisken 66 till 96 gälar. Vikten ligger vid 60 g. Fisken kännetecknas av ett fåtal små tänder.
Denna fisk förekommer i Svarta havet och Azovska sjön vanligen vid ett djup av 50 till 70 meter. Den besöker under lektiden angränsande floder. I Svarta havet äter arten kräftdjur, insektslarver och små fiskar. Exemplaren blir könsmogna efter ett till två år och de kan fortplanta sig i 2 till 4 år. Vandringen börjar i januari till mars och flodens mynning nås i april eller maj. Parningen sker vid slutet av maj eller i juni i vikar av vattendraget eller i insjöar. De vuxna djuren vandrar sedan till platser med sötvatten som erbjuder mycket föda. Före vintern är de åter i Svarta havet. Även ungarna vandrar under första säsongen till havet.
Under 1900-talet drabbades flera populationer av vattenföroreningar. I några vattendrag ökar salthalten vad som är negativ. Ett måttligt fiske sker på Alosa tanaica. Hela populationen bedöms som stor. IUCN kategoriserar arten globalt som livskraftig.